# Katikutana
Katikutana is een bestuurslaag in het regentschap Oost-Soemba van de provincie Oost-Nusa Tenggara, Indonesië. Katikutana telt 1118 inwoners (volkstelling 2010).